# 폴스타 미지
폴스타 미지는 르노코리아에서 2025년 생산 예정인 준중형 크로스오버 세단이다. 2020년 5월 단종된 SM3를 대체한다.